# The Yes Men

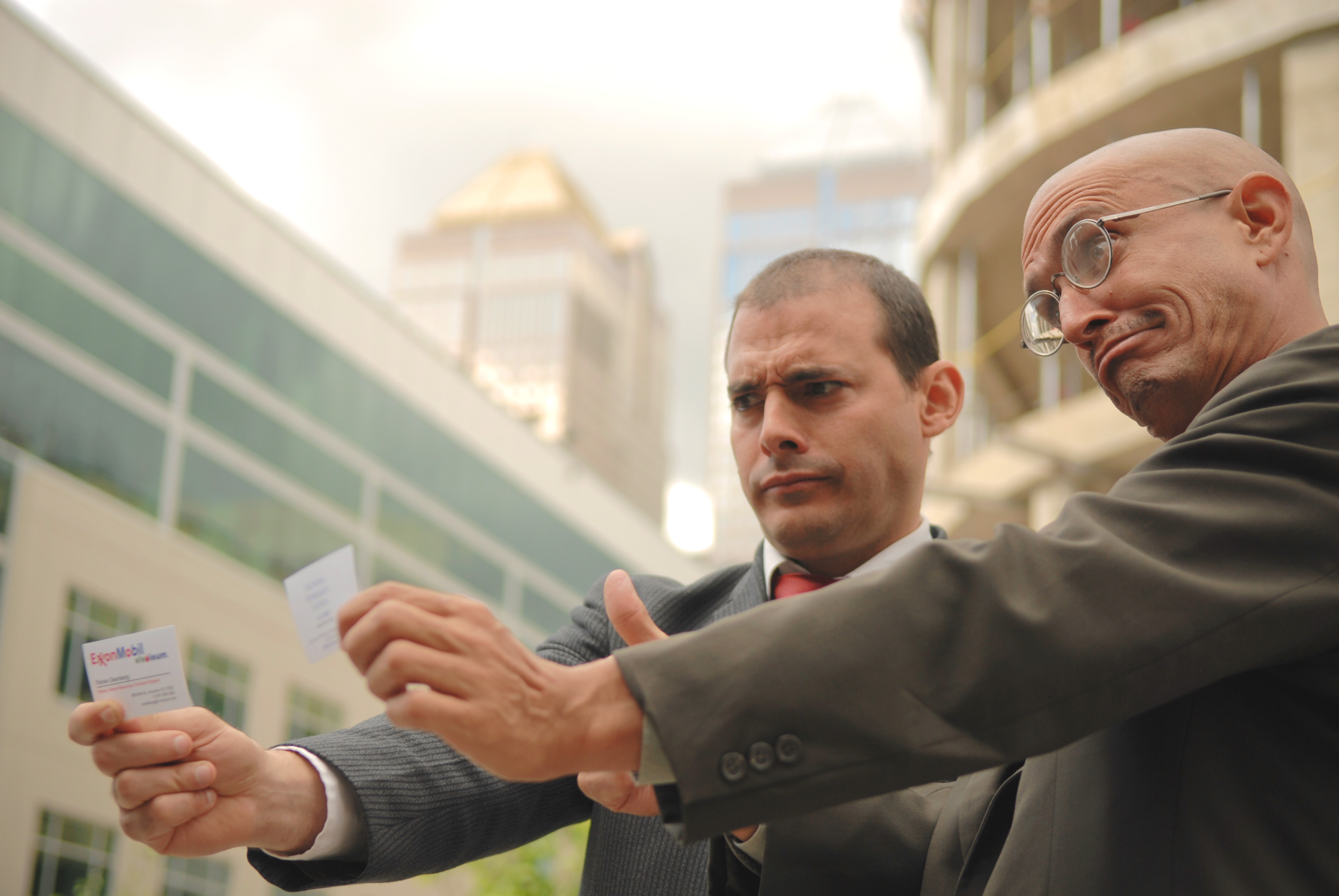
Енді Біклбаум і Майк Бонанно зображають з себе керівництво компанії ExxonMobil.

Yes Men — група активістів, яка займається «культурними провокаціями» (англ. culture jamming) та «виправленням ідентичності» (англ. identity correction) через удавання керівників і речників реальних організацій. Вони створюють та підтримують фальшиві сайти, подібні до тих, на які хочуть зробити пародію, а потім використовують отриманні запрошення, щоб приймати учать в конференціях, симпозіумах і в програмах на телебаченні. Таким чином вони намагаються пригорнути увагу до антигуманістичних дій корпорацій і урядових агентств.
Їхньою головною зброєю є сатира: удаючи корпоративних або урядових представників, вони часто висловлюються у дуже контроверсійний для працівників і споживачів спосіб, а потім вказують на брак шоку чи злості, коли ніхто не зауважує, що «реакційна» риторика — всього лише жарт.
Учасники Yes Men видавали себе за речників Всесвітньої Торгової Організації, McDonald's, Dow Chemical, та міністерства Житлового Будівництва і Міського Розвитку США. Двох найвідоміших представників організації знають під кількома псевдонімами. Наприклад, у фільмі 2003 року їх називали Енді Біклбаумом (англ. Andy Bichlbaum) і Майком Бонанно (англ. Mike Bonanno). Їхні справжні імена — Жак Сервін (англ. Jacques Servin) та Ігор Вамос (англ. Igor Vamos) відповідно. Вамос є ад'юнктом в галузі медіа-мистецтв у Політехнічному інституті Ренсселера, Трой, Нью-Йорк. Група також складається із багатьох людей з усього світу.
Досвід Yes Men задокументовано у фільмах The Yes Men, Info Wars, а також The Yes Men: The True Story of the End of the World Trade Organization.
Стрічка The Yes Men Are Revolting (2014р.) - є фільмом-відкриття [Архівовано 22 березня 2017 у Wayback Machine.] міжнародного фестивалю документального кіно Docudays UA у 2017 році.